# Энвалид (станция метро)
Энвалид (фр. Invalides) — пересадочный узел линий 8 и 13 Парижского метрополитена в VII округе. На станции установлены автоматические платформенные ворота.

## История
- Своё название пересадочный узел берёт от расположенного недалеко от него Дома Инвалидов.
- Первым в пересадочном узле появился зал линии 8, его открытие состоялось 24 декабря 1913 года в составе первого участка линии (Шарль-Мишель — Опера, разбитого между линиями 8 и 10 в 1937 году.
- Зал, ныне входящий в состав линии 13, открылся 30 декабря 1923 года в составе участка Энвалид — Круа-Руж (закрыта в 1939 году), образовав первую очередь линии 10. 27 июля 1937 года, в результате реорганизации линий метро в левобережье Парижа, участок Энвалид — Дюрок отошёл к старой линии 14, которая, в свою очередь, 9 ноября 1976 года, после постройки перегона Энвалид — Шанз-Элизе — Клемансо была объединена с линией 13.
- В 1980-х годах был сооружён переход на одноимённую станцию линии C RER.
- Пассажиропоток пересадочного узла по входу в 2011 году, по данным RATP, составил 6 931 062 человек[3]. В 2013 году данный показатель подрос и составил 7 283 347 человек, что вывело пересадочный узел на 36 место среди станций Парижского метрополитена по данному показателю.[4].

## Путевое развитие
- К югу от зала линии 8 имеется пошёрстный съезд.
- В стороне от линии 13 имеется разворотная петля, которая до 1976 года использовалась в качестве ателье дес Энвалид. С этой разворотной петли возможен выезд в направлении станции Ла Тур — Мобур линии 8. Также между линиями 8 и 13 ранее имелась отдельная двухпутная ССВ.

## Галерея

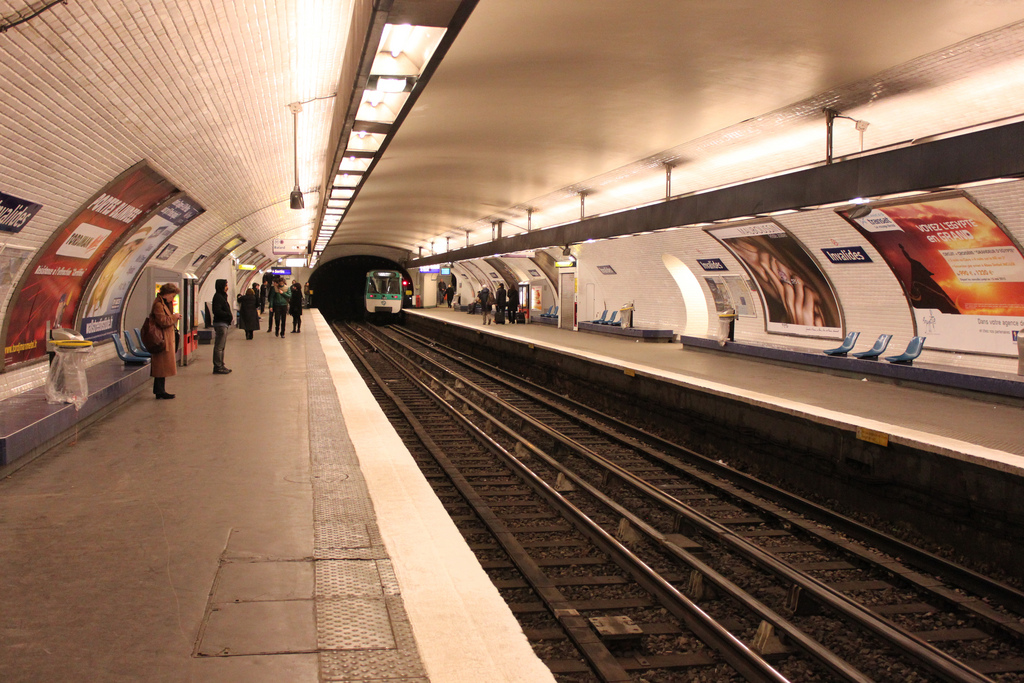
Зал линии 8
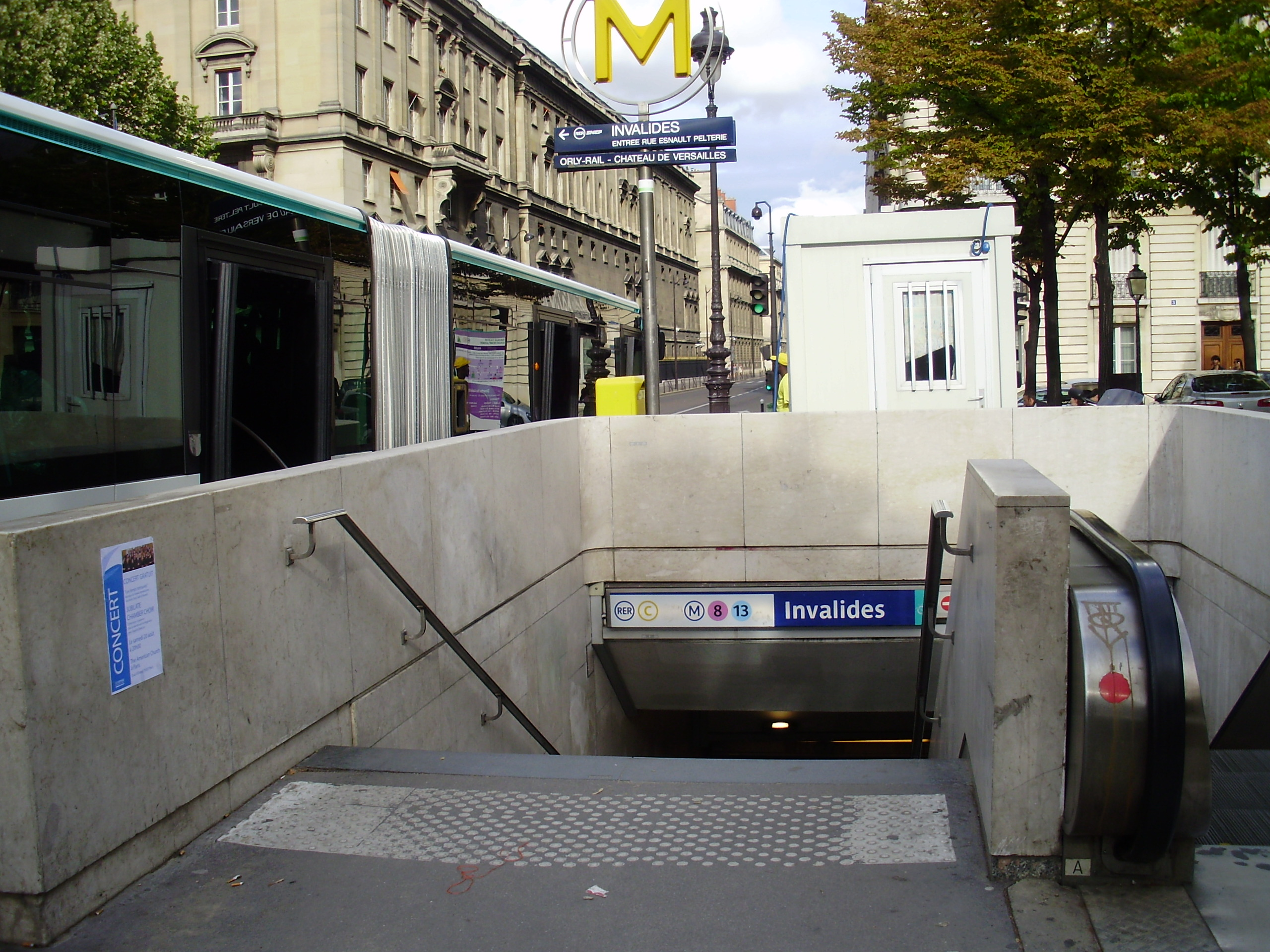
Вход на станцию и вид на автобус Castor, осуществляющий трансфер к вокзалу д'Остерлиц